# Roland Melanson
Roland Melanson, född 28 juni 1960, är en kanadensisk före detta professionell ishockeymålvakt som tillbringade elva säsonger i den nordamerikanska ishockeyligan National Hockey League (NHL), där han spelade för ishockeyorganisationerna New York Islanders, Minnesota North Stars, Los Angeles Kings, New Jersey Devils och Montreal Canadiens. Han släppte in i genomsnitt 3,64 mål per match och höll nollan sex gånger på 291 grundspelsmatcher. Han spelade även för New Haven Nighthawks, Utica Devils och Saint John Flames i American Hockey League (AHL), Indianapolis Checkers i Central Hockey League (CHL) och Windsor Spitfires och Oshawa Generals i Ligue de hockey junior majeur du Québec (LHJMQ).
Melanson draftades av New York Islanders i tredje rundan i 1979 års draft som 59:e spelare totalt, där vann han tre Stanley Cup för säsongerna 1980–1981, 1981–1982 och 1982–1983. Han vann också en William M. Jennings Trophy tillsammans med sin målvaktskollega Billy Smith för säsongen 1982–1983.
Efter den aktiva spelarkarriären har han fortsatt att arbeta inom ishockeyn har varit bland annat assisterande tränare för Montreal Canadiens och målvaktstränare för Vancouver Canucks och New Jersey Devils.